# آيمي مولينس
أيمي مولينس (بالإنجليزية: Aimee Mullins)‏ وهي عدائة احتياجات خاصة و ممثلة و عارضة أزياء أمريكية ولدت في يوم 20 يوليو 1976 في مدينة ألينتاون في ولاية بنسيلفانيا في الولايات المتحدة لها إنجازات في العدو فقد كانت تلعب قفز طويل والجري السريع ولدت وهي قدميها مبتورة فمثلت الولايات المتحدة في ألعاب بارالمبية الصيفية في سنة 1996 في مدينة أتالانتا، كما بدأت في عرض الأزياء بلبسها لأزياء المصمم البريطاني ألكسندر ماكوين ومثلت في فلم ماثيو بيري في 2002 في فلم ذا كريمستر 3.

## وصلات خارجية
- آيمي مولينس على موقع IMDb (الإنجليزية)
- آيمي مولينس على موقع ألو سيني (الفرنسية)
- آيمي مولينس على موقع أول موفي (الإنجليزية)
- آيمي مولينس على موقع قاعدة بيانات الأفلام السويدية (السويدية)
- آيمي مولينس على موقع قاعدة بيانات الفيلم (الإنجليزية)
- آيمي مولينس على موقع كينوبويسك (الروسية)
- آيمي مولينس على قاعدة بيانات الأفلام على الإنترنت